# (4641) Ayako
(4641) Ayako – planetoida z pasa głównego asteroid okrążająca Słońce w ciągu 3 lat i 88 dni w średniej odległości 2,18 j.a. Została odkryta 30 sierpnia 1990 roku przez Kina Endate i Kazurō Watanabe w obserwatorium w Kitami. Nazwa planetoidy pochodzi od imienia Ayako Endate (ur. ok. 1971), żony jednego z odkrywców. Przed nadaniem nazwy planetoida nosiła oznaczenie tymczasowe (4641) 1990 QT3.